# Леваневский, Сигизмунд Александрович

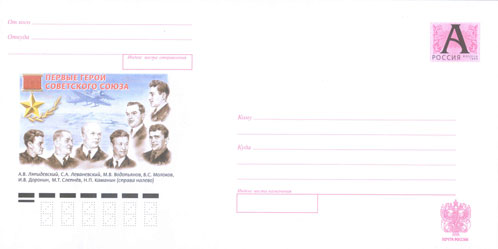
Почтовый конверт России: Первые Герои Советского Союза: А. В. Ляпидевский, С. А. Леваневский, М. В. Водопьянов, В. С. Молоков, И. В. Доронин, М. Т. Слепнёв, Н. П. Каманин.

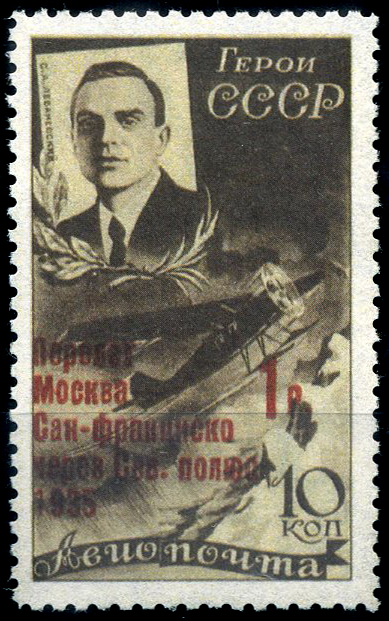
Леваневский с надпечаткой.

Сигизму́нд Алекса́ндрович Леване́вский (пол. Zygmunt Lewoniewski; 2 [15] мая 1902 — пропал без вести 13 августа 1937) — советский лётчик, совершивший несколько дальних перелётов в 1930-х годах, участник операции по спасению экспедиции парохода «Челюскин» в 1934 году, один из семёрки первых Героев Советского Союза (20.04.1934).

## Биография
Родился 15 мая 1902 года в Санкт-Петербурге в польской дворянской семье.
Принял участие в Октябрьской революции 1917 года на стороне большевиков, позднее принял участие в Гражданской войне, вступив в 1918 году в ряды Красной Армии. В 1921 году участвовал в ликвидации бандформирований в Дагестане.
В 1925 году окончил Севастопольскую школу морской авиации и стал военно-морским лётчиком. В 1930 году был отправлен в запас.
В 1931—1932 годах был начальником лётно-учебной части Всеукраинской школы лётчиков.
С 1933 года — лётчик Управления полярной авиации Главсевморпути, совершил несколько сверхдальних перелётов. 20 июля 1933 года он отвёз на Аляску из Анадыря американского лётчика Джеймса Маттерна, который совершил аварийную посадку в районе Анадыря во время своей попытки кругосветного перелёта и был впоследствии доставлен в Анадырь нашедшими его местными жителями — чукчами.

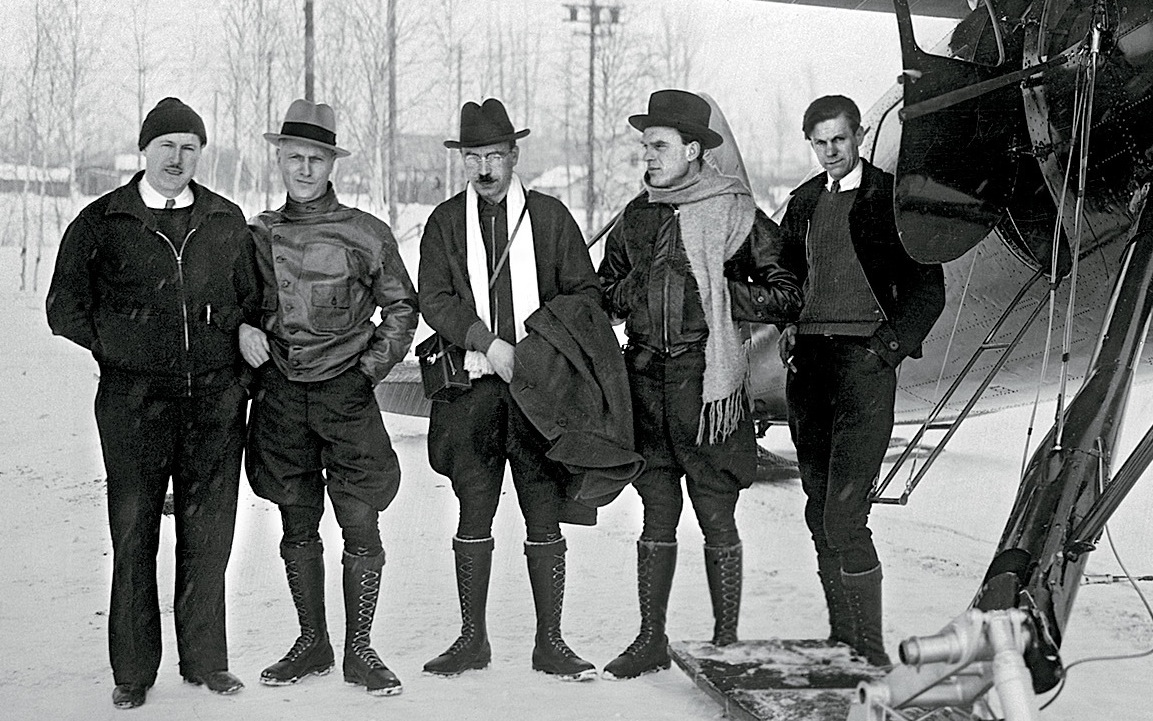
М. Т. Слепнёв (второй слева под руку с американским пилотом), уполномоченный Правительственной комиссии по спасению челюскинцев Г. А. Ушаков (в центре), С. А. Леваневский (второй справа) и радист с аэродрома Фэрбенкс во время спасательной экспедиции челюскинцев, 1934 г.

В апреле 1934 года был привлечён к операции по эвакуации экипажа и пассажиров затонувшего парохода «Челюскин». Вместе с М. Т. Слепнёвым он был отправлен в США для закупки двух самолётов марки Consolidated Fleetster, лучше подготовленных к работе в полярных широтах. По причине аварийной посадки самолёта Fleetster у мыса Онман, вызванной обледенением, в ледовый лагерь челюскинцев Леваневский не летал. Через несколько дней, рискуя жизнью, он на самолёте У-2 с частично неисправным мотором доставил из Уэлена в бухту Лаврентия хирурга Леонтьева, который сделал там неотложную операцию по поводу острого аппендицита заместителю начальника экспедиции «Челюскина» Боброву. 20 апреля 1934 года полярные лётчики Анатолий Ляпидевский, Сигизмунд Леваневский, Василий Молоков, Николай Каманин, Маврикий Слепнёв, Михаил Водопьянов, Иван Доронин были удостоены звания Героя Советского Союза за спасение терпящих бедствие пассажиров и членов экипажа парохода «Челюскин».
В июне 1934 года вместе с советской делегацией побывал в Лондоне, по возвращении из которого остановился в июле того же года в Варшаве, повидавшись с матерью и сестрой. Посетил там также могилу брата Юзефа, польского лётчика, погибшего в 1933 году во время попытки побить рекорд дальности полёта по прямой для туристских самолётов первой категории.
В том же 1934 году вступил в ВКП(б).
3 августа 1935 года самолёт АНТ-25 с экипажем в составе С. А. Леваневского (командир), Г. Ф. Байдукова (второй пилот) и В. И. Левченко (штурман) предпринял попытку совершить беспосадочный перелёт по маршруту Москва — Северный полюс — Сан-Франциско, о чём было торжественно объявлено заранее (успели даже выпустить памятную почтовую марку), однако после преодоления около 2000 км из двигателя потекло масло, которое стало затекать в кабину пилота. По приказу с земли самолёт вернулся и сел на аэродроме в посёлке Кречевицы под Новгородом, причём при посадке загорелись две установленные под крылом осветительные ракеты Хольта, а от них и самолёт. Экипаж с огромным трудом снял и оттащил на безопасное расстояние горящие ракеты, а затем потушил самолёт. Причина вытекания оказалась простой: масла в бак налили слишком много, оно начало пениться, а его излишки — просачиваться в кабину. На совещании у Сталина Леваневский в присутствии А. Н. Туполева сделал официальное заявление, что Туполев вредитель и сознательно делает плохие самолёты.
В августе—сентябре 1936 года Леваневский с Левченко совершили полёт из Лос-Анджелеса в Москву на поплавковом варианте пассажирского одномоторного самолёта Вaлти V-1A американского авиаконструктора Джерарда Валти (Gerard Freebairn Vultee). Старт состоялся 5 августа. Маршрут проходил с посадками в Сиэтле, несколькими посадками на Аляске, затем уже с несколькими посадками в СССР; 13 сентября лётчики прибыли в Москву. За этот перелёт в тот же день Леваневский был удостоен ордена Трудового Красного Знамени, а Левченко — ордена Ленина. Приветственную телеграмму героям прислал О. Ю. Шмидт, который находился в это время на ледорезе «Литке» и осуществлял сквозной переход Северным морским путём:

«Горячо приветствую Вас, дорогой друг, с окончанием замечательного перелёта через три части света. Ваш перелёт соединил через Арктику Америку, Азию и Европу и является блестящей подготовкой к осуществлению великой идеи трансарктической связи между материками. Ледорез „Литке“, 11 сентября 1936 г., по радио».

## Последний перелёт

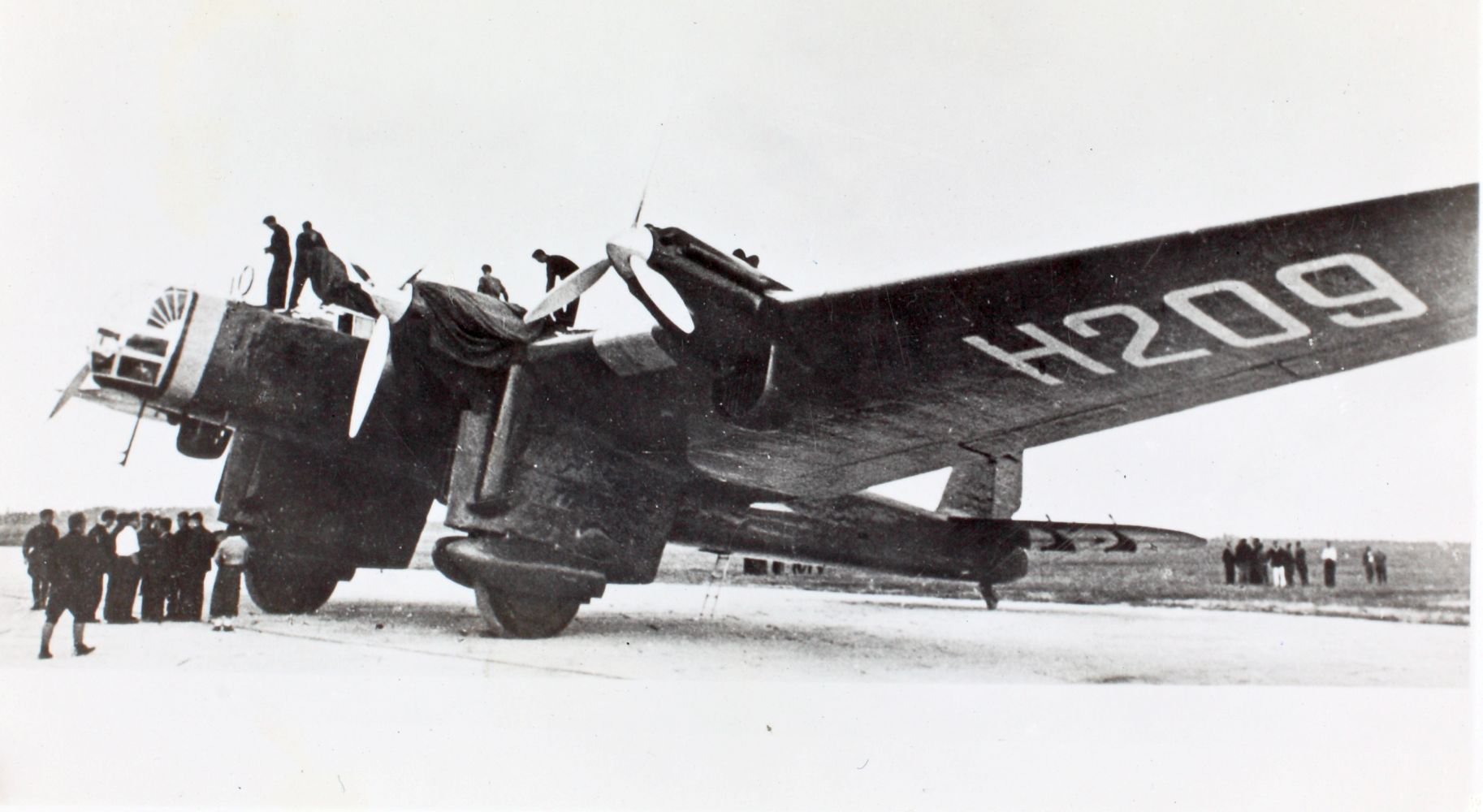
Самолёт С. А. Леваневского ДБ-А с бортовым номером H-209. Фото из коллекции Ч. Дэниелса из архива Аэрокосмического музея Сан-Диего

12 августа 1937 года четырёхмоторный самолёт ДБ-А с бортовым номером Н-209 с экипажем из шести человек:
- Сигизмунд Леваневский (первый пилот),
- Николай Кастанаев (второй пилот),
- Виктор Левченко (штурман),
- Николай Галковский (один из лучших радистов ВВС), в честь Галковского назван мыс на острове Беккера[14][15][16],
- Николай Николаевич Годовиков (бортмеханик),
- Григорий Трофимович Побежимов (бортмеханик)

под командованием Леваневского начал полёт из Москвы через Северный полюс в Фэрбанкс, штат Аляска, США. Самолёт был одной из первых машин этого проекта, фактически экспериментальный.
Радиосвязь с самолётом прервалась 13 августа в 14:49 по московскому времени после пролёта над Северным полюсом. Леваневский сообщал об отказе крайнего правого двигателя и о плохих метеоусловиях («Отказал правый крайний из-за маслосистемы. Идём на трёх, тяжело. Идём в сплошных облаках. Высота 3600. 48 3400 92», что означает: «предполагаем совершить посадку в… 3400 Леваневский»).
Больше о судьбе самолёта и экипажа достоверно ничего не известно, кроме неподтверждённых радиограмм, принятых радиолюбителем Ф. М. Пилясовым на советском Крайнем Севере около 22:00 13 августа («Идём на двух, снизились, вижу ледяные горы») и теплоходом «Батум» 30 сентября в 17.32 московского времени («лат 83-Норд лонг 179 вест РЛ»). После пропажи самолёта были организованы поиски, как в СССР, так и в США, но результатов они не дали.

### Версии
Существует несколько версий места падения самолёта Н-209, но ни одна из них не нашла документального подтверждения.
1. По одной из версий, самолёт долетел до побережья США, где 13 августа 1937 года эскимосы острова Бартер в море Бофорта слышали шум, похожий на летящую моторную лодку, а 14 августа радиостанции Анкориджа перехватили сообщение, в котором говорилось: «Не имеем ориентировки. Затруднения с передатчиком»[18]. Американскими лётчиками были обследованы районы возможного падения, но безрезультатно.
2. По другой, подтверждаемой принятой радиолюбителем радиограммой, самолёт отклонился от курса и упал где-то в Якутии. В качестве возможного места падения называется озеро Себян-Кюёль (или Себян-Кюель; ныне Кобяйский улус Якутии), где, по свидетельствам местных жителей, до войны находили доску с несколькими фамилиями, одна из которых оканчивалась на «…ский», а также мёртвого человека в комбинезоне. В 1982 и 1983 годах газетой «Советская Россия» были организованы экспедиции на это озеро. Они сумели найти могилу, в которой с помощью приборов смогли найти много золота, но не имели возможности раскопать её[уточнить]. Люди же, видевшие могилу, к этому времени все умерли. Одним из организаторов (заместитель начальника экспедиции в 1982 году, один из двух руководителей в 1986 году[19]) был офтальмолог Э. Р. Мулдашев, ставший позднее известным благодаря своим мистическим публикациям в центральной прессе.
3. Третья версия, выдвинутая В. И. Елецким, предполагает, что самолёт Леваневского совершил вынужденную посадку на ледовый шельф Уорд Хант острова Элсмир Канадского архипелага, после чего экипаж 1,5 месяца пытался связаться с «большой землёй»[20].
4. Четвёртая, выдвинутая океанологом Н. Н. Зубовым, состоит в том, что самолёт дотянул до одного из многочисленных безлюдных ледяных островов у северной оконечности Элсмира, вместе с которым был вынесен в Гренландское море после многолетних блужданий в Арктике. В качестве аргумента учёный, в частности, указывает, что все поисковые полёты советских и американских пилотов в 1937—1938 годах проходили вдали от основных путей передвижения таких дрейфующих островов[21].

1 февраля 2013 года экспедиция Русского Географического общества обнаружила на Ямале обломки самолёта с рифлёной дюралевой поверхностью. Предположение, что найдены обломки самолёта Леваневского, является ошибочным, поскольку обшивка ДБ-А гладкая.
В марте 1999 года Дэннис Тёрстон, сотрудник Службы по управлению полезными ископаемыми (Minerals Management Service) в Анкоридже, нашёл обломки на мелководье залива Кемдэн, между заливом Прудо и посёлком Кактовик на острове Бартер у северного побережья Аляски в море Бофорта. В средствах массовой информации предположили, что это обломки самолёта Леваневского, но следующие попытки обнаружить их не увенчались успехом.
В признательных показаниях арестованного в октябре 1937 года авиаконструктора А. Н. Туполева помимо прочего, содержится утверждение, что он «срывал перелёт Леваневского через полюс».

## Память

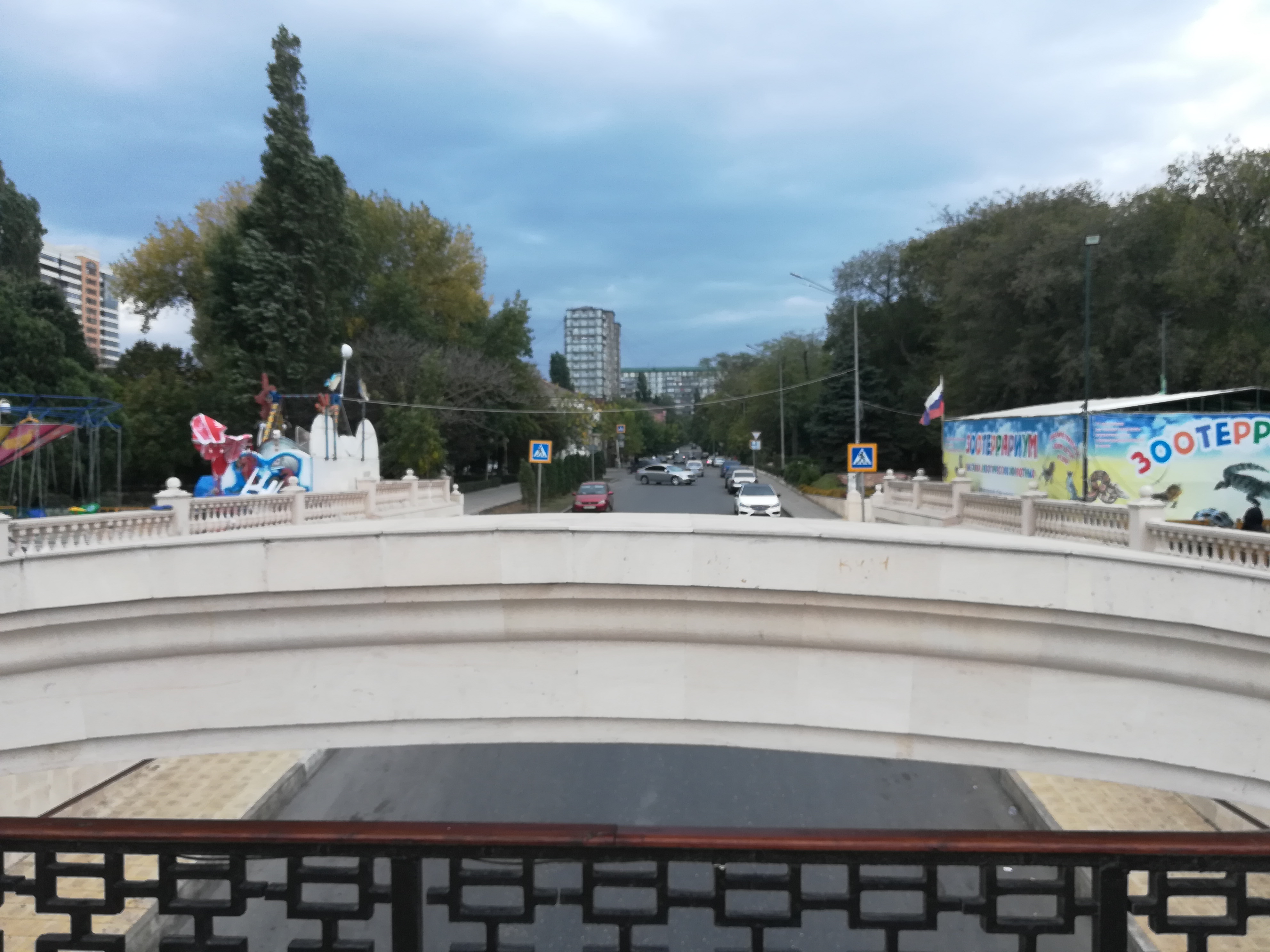
Улица Леваневского в Махачкале

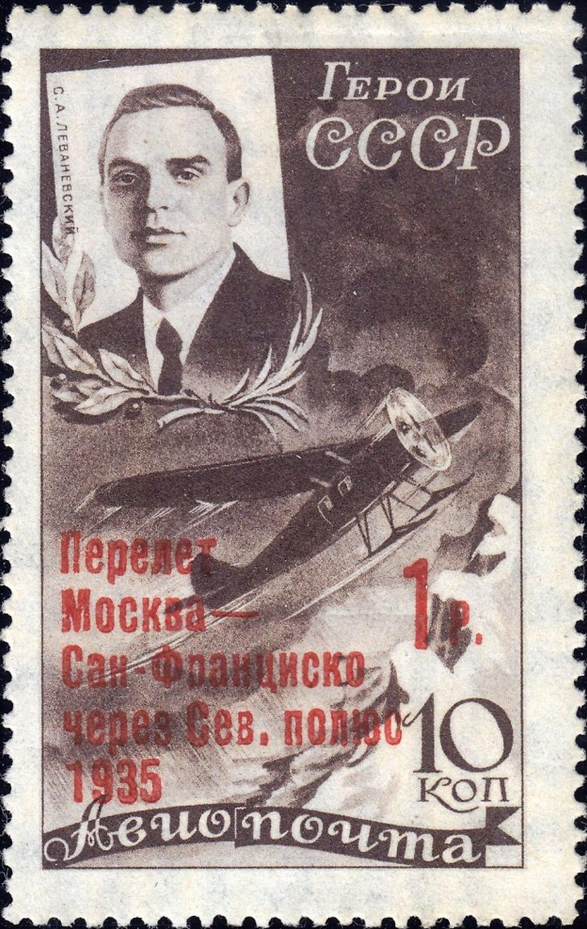
Почтовая марка СССР (1935)

- Имя Леваневского носят улица, квартал и переулок в Луганске, улица и переулок в Гомеле, улицы в Алма-Ате, Бузулуке, Лисичанске, Бишкеке, Бресте, Донецке, Дебальцево, Великих Луках, Владикавказе, Вознесенске, Воронеже, Иванове, Кирове Калужской области (микрорайон Фаянсовая),Элисте (Республика Калмыкия), Ростове-на-Дону, Житомире, Новограде-Волынском (Житомирская область), Барановке (Житомирская область), Новосибирске, Москве, Махачкале, Избербаше, Казани, Коломне, Екатеринбурге, Бахмуте, Воронеже, Краснодаре, Липецке, Киеве, Днепре, Кропивницком, Туле, Ярославле, Новомосковске (Днепропетровская область), Кизляре, Мариуполе, Мелитополе, Полтаве, Севастополе, Тирасполе, Узловой, Якутске, Ижевске, Запорожье, Сумах, Миллерово, Буйнакске, Шахунье, Изюме (Харьковская область), Константиновке, Дзержинске (сейчас Торецк, Донецкая область), Попасная (Луганская область), Пятигорске, Кисловодске и других городах, в Одессе — улица, два переулка и тупик, в Перми — жилой район, в Белой Церкви и Макеевке — улица и район города. До 1980-х годов была улица в Чернигове, в Камышлове (Свердловская обл).
- В честь С. А. Леваневского названа гора Леваневского в Антарктиде (Земля Королевы Мод, 72°06′ ю.ш., 11°26′ в.д., гора открыта и нанесена на карту в 1961 году, название присвоено в 1966 году)[25].
- В честь С. А. Леваневского назван остров в Баренцевом море (Земля Франца-Иосифа, остров открыт в 1853 году Ф. Джексоном, название присвоено в 1953—55 гг.)[25].
- Именем Леваневского названы улица и военно-морское минно-торпедное авиационное училище имени С. А. Леваневского в Николаеве (бывшая школа Осоавиахима), где Леваневский преподавал лётное искусство в начале 1930-х годов).
- Также имя Леваневского носил речной пассажирский теплоход, построенный в 1937 году.
- В польском городе Сокулка, откуда происходили родители, есть памятник братьям лётчикам Сигизмунду и Юзефу Леваневским.

## Семья
- Старший брат Сигизмунда Леваневского Юзеф Александрович Леваневский (пол. Józef Lewoniewski, 1899—1933) в 1919 году выехал в Польшу. В 1924 году окончил военную школу пилотажа в городе Быдгощ и стал военным лётчиком. Погиб 11 сентября 1933 года при попытке побить рекорд дальности полёта по прямой для туристских самолётов первой категории на специально переделанном самолёте PZL-19, сконструированном и изготовленном в Польше. Самолёт разбился у села Засурье Ядринского района Чувашской АССР[26]. Похоронен на воинском кладбище Повонзки (пол. Powązki) в Варшаве. Сигизмунд Александрович Леваневский во время визита в Польшу в июле 1934 года возложил венок на могилу брата[27].